# احمس-حنوت‌تمحو
احمس-حنوت‌تمحو (انگلیسی: Ahmose-Henuttamehu؛ «فرزند ماه؛ معشوقه مصر سفلی») شاهدخت و ملکه‌ای در اواخر دودمان هفدهم مصر و اوایل دودمان هجدهم مصر بود.

## خانواده
احمس-حنوت‌تمحو دختر فرعون تائو دوم از خواهر و همسرش احمس انحابی بود. او احتمالاً با برادر ناتنی خود فرعون احمس یکم ازدواج کرده است، زیرا القاب او عبارتند از: همسر پادشاه (hmt-nisw)، همسر پادشاه بزرگ (hmt-niswt-wrt)، دختر پادشاه (s3t-niswt) و خواهر پادشاه (snt-niswt). احمس-حنوت‌تمحو خواهر ناتنی همسر بزرگ سلطنتی و همسر خدای آمون احمس نفرتاری بود.
او احتمالاً همراه با مادرش دفن شده است. مومیایی او به همراه مومیایی‌های دیگر پس از سال یازدهم حکومت فرعون شوشنق یکم به مقبرهٔ دی‌بی۳۲۰ برده شد.